# 離職者訓練
離職者訓練（りしょくしゃくんれん）とは、求職者に対して、職業に必要な技能及び知識を習得させることによって再就職を容易にすることを目的として、公共職業能力開発施設が職業能力開発促進法に基づき行う職業訓練である。求職者訓練（きゅうしょくしゃくんれん）とも呼ばれる。職業能力開発促進センターではアビリティ訓練、アビリティコースとも呼ばれる。
2006年（平成18年）度においては、国内の求職者17万人に対して訓練を実施したが、そのうちの12万人は委託訓練であった。